# Autódromo Internacional do Algarve

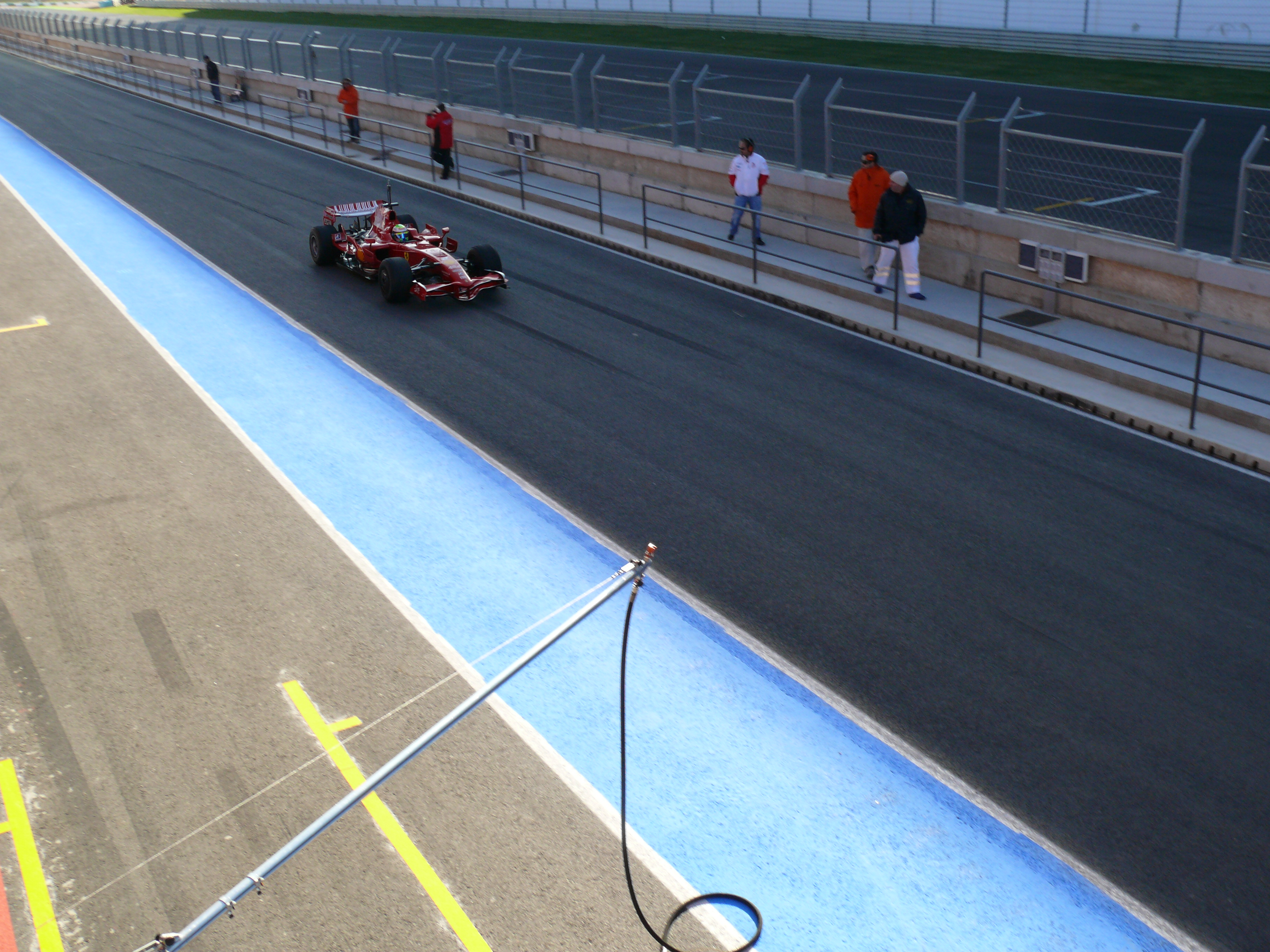
L'uscita dei box durante i test di Formula 1 2008.

L'autódromo internacional do Algarve è un circuito per competizioni automobilistiche e motociclistiche situato nella omonima regione nel sud del Portogallo, nei pressi della località di Portimão.
Nella stagione 2020 di Formula 1 il circuito ha ospitato per la prima volta l'edizione del Gran Premio del Portogallo, aggiunto al calendario mondiale dalla FIA per garantire un certo numero di gare durante il campionato, condizionato dalla pandemia di COVID-19. Il circuito viene aggiunto al calendario anche nella stagione successiva in sostituzione dei GP di Cina e Vietnam.

## Caratteristiche

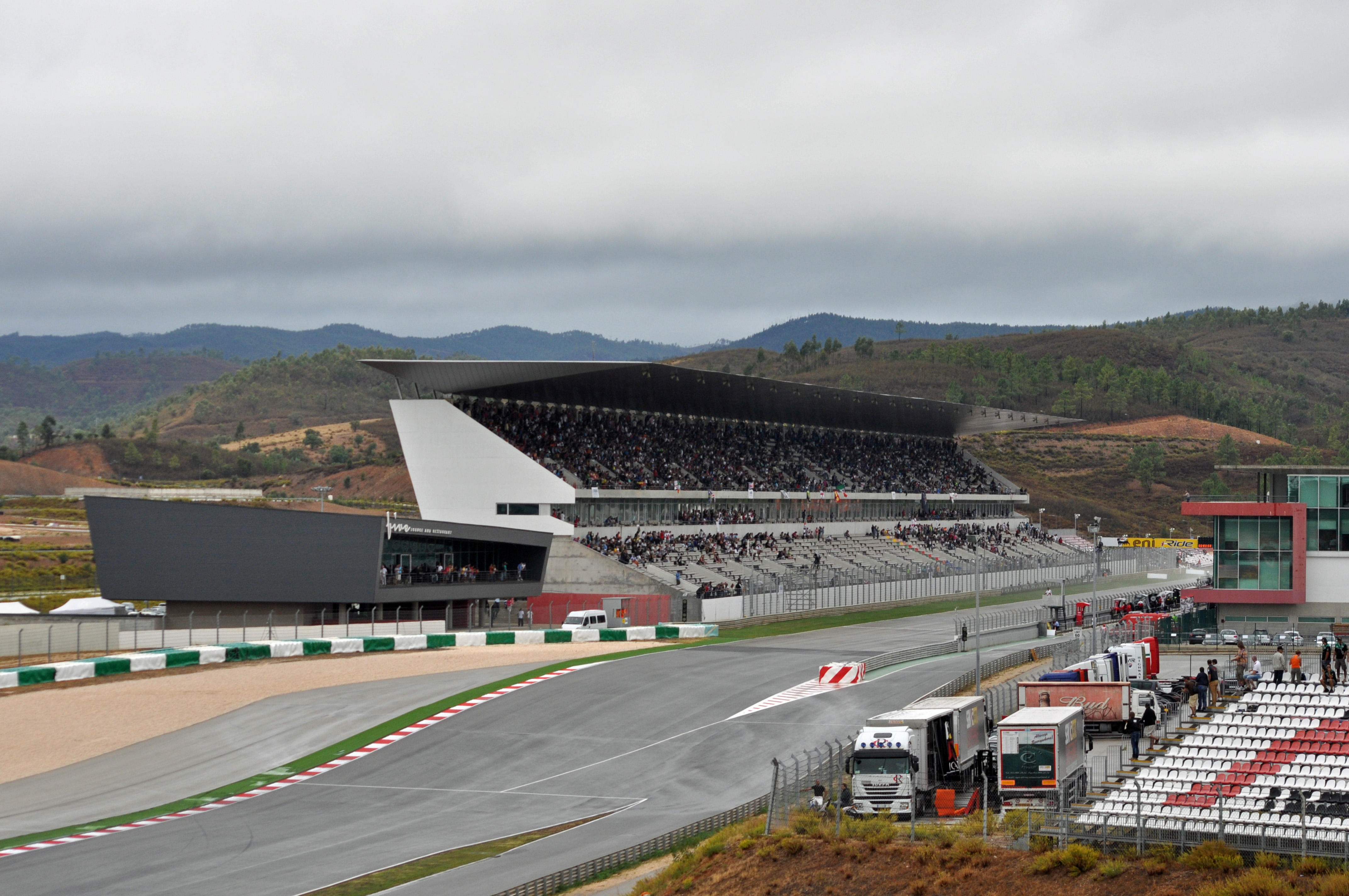
La tribuna centrale.

Inaugurato nell'ottobre 2008, ha ricevuto l'omologazione FIM e FIA. Costato circa 195 milioni di euro, ha ospitato la prima competizione ufficiale il 2 novembre 2008 con l'ultima prova del Campionato mondiale Superbike, conclusasi con l'addio ai motori del pluricampione Troy Bayliss, che ha dominato sia gara 1 che gara 2.
L'impianto è affiancato da un kartodromo, un parco tecnologico, un albergo a cinque stelle, un complesso sportivo e diversi appartamenti. Una “cittadella dello sport motoristico” che si estende su una superficie di circa 300 ettari sulle colline intorno alla cittadina portoghese, mentre la pista vera e propria ha una lunghezza 4 684 metri con 64 varianti possibili rispetto alla configurazione originale del circuito.
- Lunghezza: 4 684 m
- Curve: 16[7]

Il record assoluto del circuito è di 1'16"466 stabilito da Valtteri Bottas su Mercedes nelle qualifiche del Gran Premio del Portogallo 2020.

## Competizioni ospitate
- Campionato mondiale Superbike;
- Campionato mondiale Supersport;
- Superstock 1000 FIM Cup;
- A1 Grand Prix;
- GP2 Series;
- Campionato FIA GT - 2 ore dell'Algarve;
- Le Mans Series - 1000 km dell'Algarve;
- WTCC;
- Formula 1, test invernali,[9] Gran Premio del Portogallo;[3]
- WSK World Series, nel kartodromo adiacente;
- Motomondiale,
- Deutsche Tourenwagen Masters.

## Prospettive future
Il 4 aprile 2009 il presidente della FIA, Max Mosley, si è dichiarato favorevole all'inserimento dell'autodromo nel circus della Formula 1, qualora venga trovato l'accordo commerciale con la FOM.
Nella stagione 2020 di Formula 1 viene annunciato che il circuito ospita l'edizione del Gran Premio del Portogallo, segnando per la prima volta il suo ingresso nel calendario mondiale. Il circuito viene aggiunto al calendario anche nella stagione successiva in sostituzione dei GP di Cina e Vietnam.

## Albo d'oro
Formula 1
| Anno | Pilota         | Scuderia |
| ---- | -------------- | -------- |
| 2020 | Lewis Hamilton | Mercedes |
| 2021 | Lewis Hamilton | Mercedes |

= Vittorie per pilota =
| Vittorie | Pilota         | Anno(i)/Vettura               |
| -------- | -------------- | ----------------------------- |
| 2        | Lewis Hamilton | 2020/Mercedes - 2021/Mercedes |

= Vittorie per scuderia =
| Vittorie | Scuderia | Anno(i)/Pilota                            |
| -------- | -------- | ----------------------------------------- |
| 2        | Mercedes | 2020/Lewis Hamilton - 2021/Lewis Hamilton |

Motomondiale
| Anno         | MotoGP            | Moto2          | Moto3          |
| ------------ | ----------------- | -------------- | -------------- |
| 2020         | Miguel Oliveira   | Remy Gardner   | Raúl Fernández |
| 2021         | Fabio Quartararo  | Raúl Fernández | Pedro Acosta   |
| 2021 Algarve | Francesco Bagnaia | Remy Gardner   | Pedro Acosta   |
| 2022         | Fabio Quartararo  | Joe Roberts    | Sergio García  |
| 2023         | Francesco Bagnaia | Pedro Acosta   | Daniel Holgado |